# Gauliga
La Gauliga fue la denominación de la máxima categoría de fútbol de Alemania, el Campeonato Alemán, durante el Tercer Reich (1933-45). El sistema de competición entró en funcionamiento después de que el Gobierno nazi tomara el control de la Delegación de Deportes (NSRL / DRL), de la que pasó a depender la Federación Alemana de Fútbol.

## Origen del nombre
La palabra alemana Gauliga se compone por Gau, una división administrativa de aquella época equivalente a una comarca. El plural es Gauligen. Hoy en día ha dejado de usarse ese término debido a la relación con el nazismo, aunque en algunos deportes del país se sigue usando esa palabra como en gimnasia y faustball.

## Historia
Las Gauligen o ligas regionales dieron comienzo en 1933 para reemplazar a las ligas de distrito (Bezirkligen) de la República de Weimar. Al principio, los nazis introdujeron 16 ligas regionales, algunos subdivididos en grupos. La introducción del torneo fue parte del proceso de toma del poder, donde los nazis cambiaron la Administración civil. Las ligas fueron creadas por todos los nuevos Gaue, designadas para reemplazar los antiguos estados alemanes, como Prusia y Baviera, y así tener un mejor control sobre el país.
Este paso se convertiría en una decepción entre varias personalidades, como los entrenadores de la selección alemana Otto Nerz y Sepp Herberger, quienes tenían esperanzas en una «liga imperial» (Reichsliga), una gran competición unificada para toda Alemania, de igual modo que se celebraban en otros países como la Serie A italiana o la First Division inglesa.
De hecho, poco antes de la llegada de los nazis al poder, la Federación Alemana de Fútbol empezó a considerar en serio el crear una liga nacional. En una sesión especial en los días 28 y 29 de mayo de 1933, se tomó la decisión de fundar la Reichsliga como liga profesional. Cuatro semanas antes de que llegara el día de la reunión, la sesión se suspendió; la Federación y la ideología nazi hicieron que ninguno se pusiera de acuerdo con los otros.
Tras la decepción de la selección alemana en el Mundial de Fútbol de 1938, en que cayó en octavos de final frente a Suiza (1-1 en tiempo regular y 4-2 en partido desempate), se volvió a reabrir el debate sobre la Reichsliga. En agosto de 1939 se organizó un mitin para organizar una modalidad de seis Gauligen como transición a la Reichsliga, pero con la invasión de Polonia y el comienzo de la Segunda Guerra Mundial se suspendió el debate. No sería hasta 1963 cuando se decidió tomar el paso y se fundó la Bundesliga, en parte por una razón similar: la actuación de la selección germana occidental en el Mundial de 1962 fue decepcionante, al caer en cuartos de final contra Yugoslavia por 0-1. Con la nueva liga federal, sin embargo, tuvieron que reducir drásticamente el número de equipos de 600 a 170.
Desde comienzos de 1935, con el ingreso del Sarre dentro de las fronteras alemanas, el país y las ligas empezaron a expandirse. Con las agresivas políticas de expansión hasta la Segunda Guerra Mundial, el territorio de la Alemania nazi aumentó considerablemente de tamaño con la anexión de Austria (Anschluss) y de los Sudetes a lo largo de 1938 o la ocupación de Checoslovaquia y luego de Polonia en 1939. En estas y otras regiones, con la ampliación de la administración civil y militar, se fundaron nuevas Gauligen.
Tras el inicio de la guerra, el fútbol continuó, pero las competiciones fueron reduciéndose debido a que la mayoría de jugadores fueron llamados a filas. Muchas Gauligen se unieron en subgrupos para reducir gastos de viaje, puesto que cada vez era más complicado viajar a medida que avanzaba la contienda. Asimismo, numerosos clubes tuvieron que fusionarse o formar asociaciones de guerra debido a la falta de jugadores. La competición empezó a decaer al igual que la lista de jugadores de cada equipo, ya que tenían que depender de donde se encontraba el jugador.
La última temporada, en 1944-45, jamás llegó a finalizarse y se fueron cancelando las competiciones a medida que cada región caía bajo el control de los aliados, hasta la capitulación del ejército alemán el 8 de mayo de 1945. El último partido oficial antes de la suspensión debía haberse disputado el 23 de abril.

### Gauligenoriginales en 1933

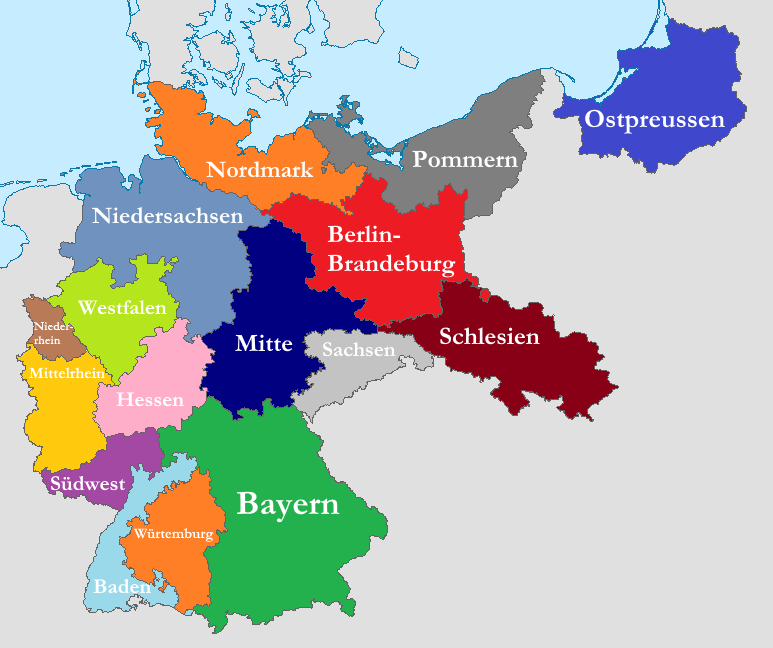
Las 16 Gauligen de la Alemania nazi en 1933

- Gauliga de Baden: miembros del estado de Baden, que se dividió en varios grupos en 1939.
- Gauliga de Baviera: miembros del estado de Baviera, excepto la región de Palatinado; fue dividida en Norte y Sur en 1942 y en 5 grupos en 1944.
- Gauliga de Berlín-Brandeburgo: abarcaba los estados de Berlín y Brandeburgo, ambos parte de Prussia hasta 1945; en la temporada 1939-40 se dividió en dos grupos.
- Gauliga de Hesse: compuesta por el estado de Hesse, excepto la región de Fráncfort; fue dividida en varios grupos después de 1939 y rebautizada como Gauliga de Kurhesse en 1941, cubriendo un área más pequeña.
- Gauliga Centro: compuesta por los estados federales de Turingia y Alta Sajonia, fue dividida en grupos regionales en 1944.
- Gauliga del Rin Medio: abarcaba el Rin Medio y Renania, como parte de Prusia; después de 1941 fue dividida en la Gauliga Colonia-Aquisgrán y la Gauliga Moselland.
- Gauliga del Bajo Rin: integrada por la región del Bajo Rin.
- Gauliga de Baja Sajonia: compuesta por los estados federales de Baja Sajonia y Bremen, desde 1939 estuvo dividida en dos grupos regionales y en 1942 se separó en la Gauliga Weser-Ems y la Gauliga de Hannover del Sur-Brunswick.
- Gauliga de la Marca del Norte: integrada por los estados federales de Hamburgo y Schleswig-Holstein y el lado oeste de Mecklemburgo-Pomerania Occidental; en la temporada de 1939-40 se dividió en dos grupos y desde 1942 se dividió en la Gauliga de Hamburgo, la Gauliga de Schleswig-Holstein y la Gauliga de Mecklemburgo.
- Gauliga de Prusia Oriental: de la región de Prusia Oriental y la Ciudad Libre de Dánzig, jugado en dos grupos, desde 1935 en cuatro grupos regionales, desde 1939 en un solo grupo, incluyendo los territorios ocupados de Polonia; Dánzig formó parte de la Gauliga de Dánzig-Prusia Occidental en 1940, desaparecida en 1944.
- Gauliga de Pomerania: integrada por la región de la provincia de Pomerania (hoy dividida entre Polonia y Alemania), hasta 1937 operaba con los grupos este y oeste, y fue dividida otra vez en 1940.
- Gauliga de Sajonia: compuesta por el estado federal de Sajonia, en la temporada 1939-40 se dividió en dos grupos y en 1944 se dividió en siete grupos.
- Gauliga de Silesia: cubriendo la región de Silesia, en la temporada 1939-40 fue dividido en dos grupos y desde 1941 fue subdividido en la Gauliga de Baja Silesia y la Gauliga de Alta Silesia.
- Gauliga del Sudoeste: compuesta por la región del Palatinado, el Sarre y Mainhessen (Fráncfort), desde 1939 se dividió en dos grupos regionales y en 1941 se dividió en la Gauliga de Hesse-Nassau y la Gauliga de la Marca Occidental.
- Gauliga de Westfalia Occidental: integrada por la región de Westfalia, dividida en tres grupos regionales en 1944.
- Gauliga de Wurtemberg: integrada por la región de Wurtemberg, en la temporada 1939-40 se dividió en dos grupos y en 1944 se dividió en tres grupos.

### Gauligencon la subdivisión de las existentes

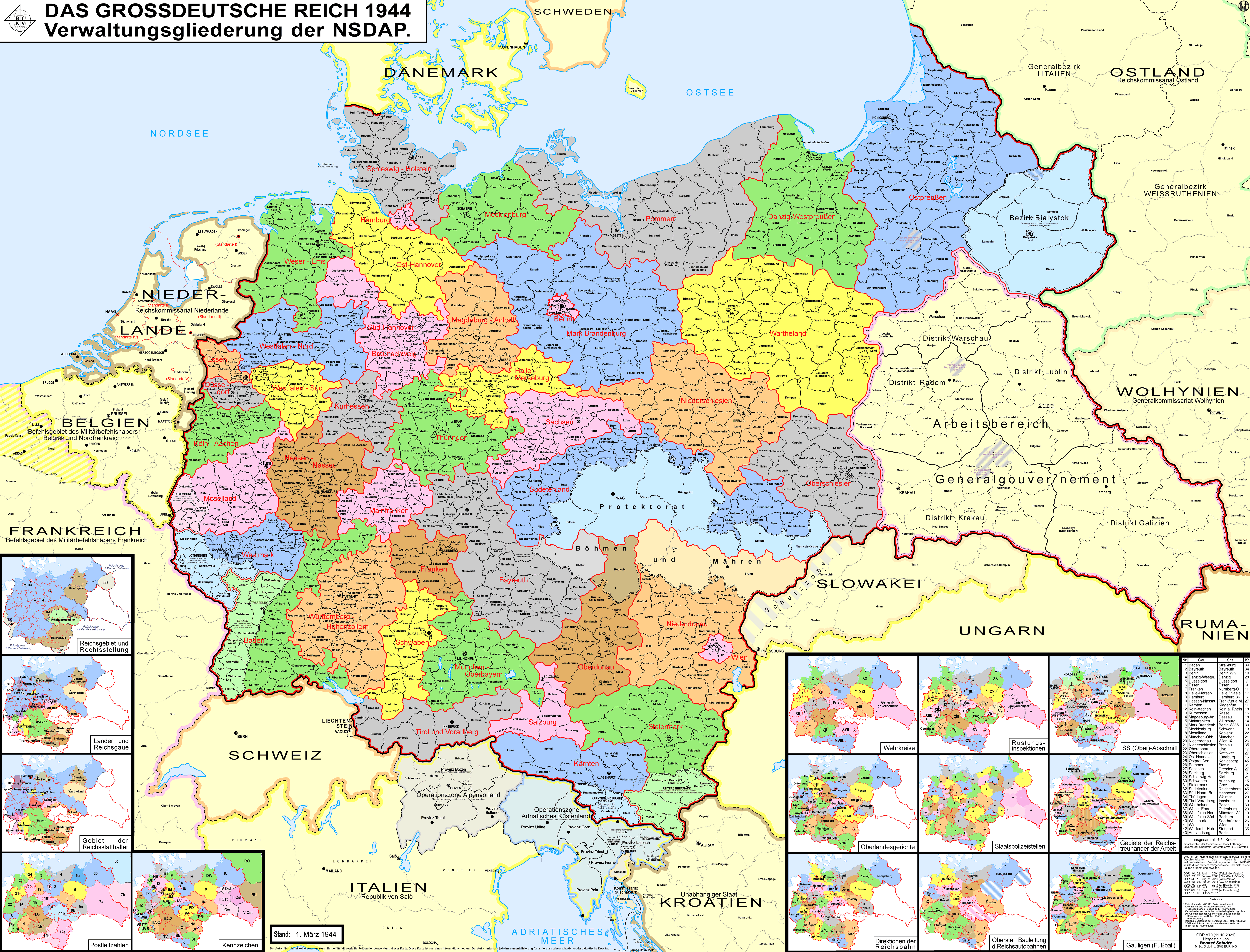
División administrativa de la Alemania nazi en 1943

- Gauliga de Hanover Sur-Brunswick: formada cuando la Gauliga de Baja Sajonia se dividió en 1942, cubriendo la mitad del este de la región; la Gauliga de Hanover Este se partió en 1943; se dividió en grupos regionales en 1944.
- Gauliga de Hamburgo: se formó cuando la Gauliga de la Marca del Norte se partió en 1942.
- Gauliga de Hesse-Nassau: se formó cuando la Gauliga del Sudoeste/Mainhessen se partió en 1941, compuesta por la región de Hesse.
- Gauliga de Colonia-Aquisgrán: formada cuando la Gauliga del Rin Medio se partió en 1941.
- Gauliga de Mecklemburgo: formada cuando la Gauliga de la Marca del Norte se dividió en 1942.
- Gauliga de Moselland: formada cuando la Gauliga del Rin Medio se dividió en 1941, se jugó en dos grupos regionales incluyendo equipos de Luxemburgo.
- Gauliga de Baja Silesia: Formada cuando la Gauliga de Silesia se dividió en 1941, compuesta por la mitad del noroeste de la región.
- Gauliga de Alta Silesia: formada cuando la Gauliga de Silesia se dividió en 1941, compuesta por la mitad del lado sureste de la región.
- Gauliga de Hanover Este: dividida de la Gauliga de Hanover Sur-Brunswick en 1943.
- Gauliga de Schleswig-Holstein: formada cuando la Gauliga de la Marca del Norte se dividió en 1942.
- Gauliga de Weser-Ems: formada cuando la Gauliga de Baja Sajonia se dividió en 1942, compuesta por la mitad del lado oeste de la región, y fue dividida en grupos regionales desde 1943.
- Gauliga de la Marca Occidental: formada cuando la Gauliga del Sudoeste/Mainhessen se dividió en 1941, compuesta por los estados federales del Sarre y Renania-Palatinado, incluyendo al FC Metz de la región de Lorena.

### Gauligendespués de la expansión alemana

Mapa de la expansión de la Alemania nazi entre 1933 y 1943

- Gauliga de Bohemia y Moravia: formada por los territorios ocupados de la actual República Checa, llamado Protectorado de Bohemia y Moravia, en 1943 se dividió en dos grupos regionales, incluyendo solo a equipos alemanes, los equipos checos jugaban en su propio campeonato
- Gauliga de Dánzig-Prusia Occidental: formada por el territorio ocupado de Reichsgau de Dánzig-Prusia Occidental en 1940.
- Gauliga de Alsacia: formada por el territorio ocupado francés de la región de Alsacia en 1940, dividida en dos grupos, desde 1941 se jugó como un grupo unificado.
- Gauliga del Gobierno General: formada por las provincias ocupadas de Polonia que formaban parte del llamado Gobierno General en 1941, dividida en varios grupos.
- Gauliga de la Marca Oriental: formada por el país anexado de Austria en 1938, en 1941 se expandió con los territorios del norte de Yugoslavia y rebautizada como Gauliga del Danubio-Alpes.
- Gauliga de los Sudetes: Formada por las ciudades de Checoslovaquia de habla germana (Sudetenland) anexadas en 1938, desde 1940 incluía a equipos alemanes de Praga, y se dividió en varios grupos
- Gauliga de Wartheland: Formada por el territorio ocupado de Reichsgau de Wartheland en 1941, primero se dividió en dos grupos y desde 1942 se jugó como un solo grupo.

### Equipos de laGauligade territorios anexados
Tres de las Gauligen contaban con clubes de territorios ocupados y anexados a Alemania antes de que iniciara la Segunda Guerra Mundial en 1939.
La Gauliga de Alsacia estaba compuesta en su totalidad por equipos de origen francés de Alsacia, los cuales tuvieron que germanizar sus nombres, como el RC Strasbourg, que en ese tiempo pasó a llamarse Rasen SC Straßburg.
En la Gauliga de la Marca Occidental había tres equipos de la región francesa de Lorena que tuvieron que jugar bajo nombres alemanes:
- la FV Metz era el actual FC Metz;
- la TSG Saargemünd, de Sarreguemines; y
- la TSG Merlenbach, de Merlebach.

En la Gauliga de Moselland participaron equipos de Luxemburgo como:
- la FV Stadt Düdelingen, anteriormente Stade Dudelange;
- el FK Niederkorn, anteriormente FC Progrès Niedercorn;
- el Moselland Luxemburg, anteriormente CA Spora Luxembourg;
- la SV Düdelingen, anteriormente US Dudelange;
- la SV Schwarz-Weiß Esch, anteriormente Jeunesse d'Esch; y
- el Schwarz-Weiß Wasserbillig, anteriormente Jeunesse Wasserbillig.

En la Gauliga de Silesia, luego dividida, algunos equipos de Polonia jugaron con nombres alemanes:
- la TuS Schwientochlowitz era el Śląsk Świętochłowice;
- la TuS Lipine era el Naprzód Lipiny;
- la FV Germania Königshütte eran el AKS Chorzów;
- el 1. FC Kattowitz conservó el nombre alemán original;
- la Bismarckhütter SV 99 era el Ruch Chorzów;
- la RSG Myslowitz, de Mysłowice;
- la Sportfreunde Knurow, de Knurów;
- las Adler Tarnowitz, de Tarnowskie Góry; y
- la Reichsbahn SG Kattowitz, de Katowice.

## Historial
| Temp.                                  | Campeón                                | Resultado                              | Subcampeón                             | Fecha / Sede Final                                       | Espectadores                           |
| Campeonato Alemán de Fútbol - Gauligen | Campeonato Alemán de Fútbol - Gauligen | Campeonato Alemán de Fútbol - Gauligen | Campeonato Alemán de Fútbol - Gauligen | Campeonato Alemán de Fútbol - Gauligen                   | Campeonato Alemán de Fútbol - Gauligen |
| -------------------------------------- | -------------------------------------- | -------------------------------------- | -------------------------------------- | -------------------------------------------------------- | -------------------------------------- |
| 1934                                   | F. C. Gelsenkirchen-Schalke            | 2-1                                    | F. C. Nürnberg                         | 24 de junio de 1934, Berlín                              | 45 000                                 |
| 1935                                   | F. C. Gelsenkirchen-Schalke            | 6-4                                    | VfB Stuttgart                          | 23 de junio de 1935, Colonia                             | 74 000                                 |
| 1936                                   | F. C. Nürnberg                         | 2-1 (pro.)                             | Düsseldorfer T. S. V. Fortuna          | 21 de junio de 1936, Berlín                              | 45 000                                 |
| 1937                                   | F. C. Gelsenkirchen-Schalke            | 2-0                                    | F. C. Nürnberg                         | 20 de junio de 1937, Berlín                              | 100 000                                |
| 1938                                   | Hannoverscher S. V.                    | 3-3, 4-3 (des.)                        | F. C. Gelsenkirchen-Schalke            | 26 de junio de 1938, Berlín / 3 de julio de 1938, Berlin | 100 000                                |
| 1939                                   | F. C. Gelsenkirchen-Schalke            | 9-0                                    | S. K. Admira Vienna                    | 18 de junio de 1939, Berlín                              | 100 000                                |
| 1940                                   | F. C. Gelsenkirchen-Schalke            | 1-0                                    | Dresdner S. C.                         | 21 de julio de 1940, Berlín                              | 95 000                                 |
| 1941                                   | S. K. Rapid Wien                       | 4-3                                    | F. C. Gelsenkirchen-Schalke            | 22 de junio de 1941, Berlín                              | 95 000                                 |
| 1942                                   | F. C. Gelsenkirchen-Schalke            | 2-0                                    | First Vienna F. C.                     | 5 de julio de 1942, Berlín                               | 90 000                                 |
| 1943                                   | Dresdner S. C.                         | 3-0                                    | F. V. Saarbrücken                      | 27 de junio de 1943, Berlín                              | 80 000                                 |
| 1944                                   | Dresdner S. C.                         | 4-0                                    | L. S. V. Hamburg                       | 18 de junio de 1944, Berlín                              | 70 000                                 |

Nota: des. = Partido de desempate; pro. = Prórroga.

### Palmarés
Nota: indicados en negrita las temporadas en las que también consiguió el título del Campeonato de Alemania de Copa, señalado como doblete nacional.
| Club                        | Títulos | Subcamp. | Años de los campeonatos            |
| --------------------------- | ------- | -------- | ---------------------------------- |
| F. C. Gelsenkirchen-Schalke | 6       | 2        | 1934, 1935, 1937, 1939, 1940, 1942 |
| Dresdner S. C.              | 2       | 1        | 1943, 1944                         |
| F. C. Nürnberg              | 1       | 2        | 1936                               |
| Hannoverscher S. V.         | 1       | -        | 1938                               |
| S. K. Rapid Wien            | 1       | -        | 1941                               |

Nota *: Clubes desaparecidos